# Nowobiejsugskaja
Nowobiejsugskaja (ros. Новобейсугская) – stanica w Rosji, w Kraju Krasnodarskim, w rejonie wysiełkowskim. W 2010 liczyła 3428 mieszkańców.